# 王艺华
王艺华（1963年1月—），男，汉族，籍贯山东阳谷，生于山东临清，中华人民共和国政治人物，曾任中共济宁市委书记、市委党校校长，山东省政协副主席、秘书长等职务。2023年，换届转任山东省人大常委会副主任。